# 迫井正深
迫井 正深（さこい まさみ、1962年〈昭和37年〉10月31日 - ）は、日本の医師、厚生労働技官。

## 来歴
広島県広島市出身。広島大学附属中学校・高等学校を経て、1989年（平成元年）3月、東京大学医学部医学科を卒業。
卒業後、東京大学医学部附属病院、虎の門病院、共立蒲原総合病院で消化器外科の臨床を経て、1992年（平成4年）4月、厚生省に入省し、保険局医療課医療指導監査室に配属。
環境庁企画調整局環境保健部保健企画課特殊疾病対策室医療専門官、厚生省大臣官房厚生科学課課長補佐を務めたのち、1995年（平成7年）から2年間、ハーバード大学公衆衛生大学院に留学し、公衆衛生修士を取得。
その後、労働省労働基準局安全衛生部労働衛生課中央労働衛生専門官、厚生省保険局医療課課長補佐、厚生労働省大臣官房国際課課長補佐、厚生労働省大臣官房厚生科学課課長補佐、同課健康危機管理官、がん対策推進本部事務局次長、広島県福祉保健部長、広島県健康福祉局長、厚生労働省大臣官房総務課企画官、老健局老人保健課長、医政局地域医療計画課長、保険局医療課長、厚生労働省大臣官房審議官（医政・医薬品等産業振興・精神保健医療・災害対策担当）を歴任。診療報酬や介護報酬の改定、DPCの導入に向けた日本版DRG・PPSの試行、地域医療構想、熊本地震の対応などに携わった。
2020年（令和2年）8月7日、厚生労働省医政局長兼死因究明等推進本部事務局長に就任。約6年ぶりに医師免許を持つ医系技官が医政局長に就任した。
2021年（令和3年）9月14日、内閣官房新型コロナウイルス感染症対策推進室次長に就任。同年10月1日、内閣官房新型コロナウイルス感染症対策推進室長に昇格。
2023年（令和5年）7月4日、医系技官トップの医務技監に就任。同年9月1日、内閣感染症危機管理統括庁内閣感染症危機管理対策官に就任。

## 医師として
外科医に憧れて東京大学医学部に進学した迫井は、大学卒業後、東京大学医学部附属病院で研修医として勤務した。仕事の大半は病棟での指示出しの写し書きやカルテ書きの雑用で、当初は尊敬する指導医や仲間に囲まれ、充実した日々を送っていたが、連日続く指示書の写経に嫌気がさすようになり、高校時代からコンピュータオタクだったこともあってPCの活用を主張し、自席の足元に当時は稀だった自前のPCとプリンターを置き、プリント処理するようになると、当時の指導医から酷評を受け、それでも意味のある仕事をしたいと主張した結果、「言うことを聞かないヤツ」と不興を買った。この経験が「今日の働き方改革に通じる」と、インタビューで語っている。
翌年からは静岡県の共立蒲原総合病院で勤務したものの、やることなす事が同僚の医師や看護師たちに批判され、辛い日々が続いた。そんな折、嘔吐による食道破裂で搬送された夜行バスの40代の乗客の緊急手術を施し、その後患者は縦隔炎を併発し、迫井は連日連夜に渡って治療に奮闘した。その中で同僚達と様々な思いを共有し、それを機に充実した外科研修となった。また、この経験によって「ひたむきさ・粘り強さこそが医療の基盤であると身に染みた」と述懐している。その後も外傷性肝破裂を負った小学1年生の男児を救命するなどし、多くの患者を見送った。その後、厚生省への転職が決まり、臨床を離れた。

## 年譜
- 1989年（平成元年）
  - 6月 - 東京大学医学部附属病院研修医[1]
  - 12月 - 虎の門病院研修医[1]
- 1990年（平成2年）6月 - 共立蒲原総合病院[1]
- 1992年（平成4年）4月 - 保険局医療課医療指導監査室[1]
- 1993年（平成5年）10月 - 環境庁企画調整局環境保健部保健業務課特殊疾病対策室[1]
- 1994年（平成6年）7月 - 環境庁企画調整局環境保健部保健企画課特殊疾病対策室医療専門官[1]
- 1995年（平成7年）8月 - 厚生省大臣官房厚生科学課課長補佐[1]
- 1997年（平成9年）7月 - 労働省労働基準局安全衛生部労働衛生課中央労働衛生専門官[1]
- 1998年（平成10年）7月 - 厚生省保険局医療課課長補佐[1]
- 2000年（平成12年）7月 - 厚生省大臣官房国際課課長補佐[1]
- 2001年（平成13年）1月 - 厚生労働省大臣官房国際課課長補佐[1]
- 2003年（平成15年）7月 - 厚生労働省大臣官房厚生科学課課長補佐[1]
- 2005年（平成17年）4月 - 厚生労働省大臣官房厚生科学課健康危機管理官[1]
- 2006年（平成18年）9月 - 広島県福祉保健部長[1]
- 2008年（平成20年）4月 - 広島県健康福祉局長[1]
- 2009年（平成21年）10月 - 厚生労働省大臣官房総務課企画官[1]
- 2012年（平成24年）9月 - 老健局老人保健課長[1]
- 2015年（平成27年）10月 - 医政局地域医療計画課長[1]
- 2016年（平成28年）6月 - 保険局医療課長[1]
- 2018年（平成30年）7月 - 厚生労働省大臣官房審議官（医政・医薬品等産業振興・精神保健医療・災害対策担当）[2][8]
- 2020年（令和2年）8月 - 医政局長兼死因究明等推進本部事務局長[8]
- 2021年（令和3年）
  - 9月 - 内閣官房新型コロナウイルス感染症対策推進室次長[7]
  - 10月 - 内閣官房新型コロナウイルス感染症対策推進室長[6]
- 2023年（令和5年）
  - 7月 - 厚生労働省医務技監[4][5]
  - 9月 - 内閣感染症危機管理統括庁内閣感染症危機管理対策官[3]